# Kiraoli
Kiraoli è una suddivisione dell'India, classificata come nagar panchayat, di 18.921 abitanti, situata nel distretto di Agra, nello stato federato dell'Uttar Pradesh. In base al numero di abitanti la città rientra nella classe IV (da 10.000 a 19.999 persone).

## Geografia fisica
La città è situata a 27° 8' 60 N e 77° 46' 60 E e ha un'altitudine di 167 m s.l.m..

## Società

### Evoluzione demografica
Al censimento del 2001 la popolazione di Kiraoli assommava a 18.921 persone, delle quali 10.035 maschi e 8.886 femmine. I bambini di età inferiore o uguale ai sei anni assommavano a 3.704, dei quali 1.903 maschi e 1.801 femmine. Infine, coloro che erano in grado di saper almeno leggere e scrivere erano 9.287, dei quali 5.935 maschi e 3.352 femmine.